# 황후배 JFA 전일본 여자 축구 선수권 대회
황후배 JFA 전일본 여자 축구 선수권 대회(일본어: 皇后杯 JFA 全日本女子サッカー選手権大会)는 일본에서 열리는 축구대회로 토너먼트 방식으로 진행된다. 다른 나라의 FA컵과 비슷한 대회로 일본축구협회에서 주관한다.

## 결과
| 년도 | 우승                             | 결과     | 준우승                            |
| ---- | -------------------------------- | -------- | --------------------------------- |
| 1979 | FC 진난                          | 2-1      | 다카쓰키 여자 FC                  |
| 1980 | 시미즈 다이하치 SC               | 2-0      | FC 진난                           |
| 1981 | 시미즈 다이하치 SC               | 6-0      | FC PAF                            |
| 1982 | 시미즈 다이하치 SC               | 6-0      | FC 진난                           |
| 1983 | 시미즈 다이하치 SC               | 2-0      | 다카쓰키 여자 FC                  |
| 1984 | 시미즈 다이하치 SC               | 4-0      | 다카쓰키 여자 FC                  |
| 1985 | 시미즈 다이하치 SC               | 5-1      | 다카쓰키 여자 FC                  |
| 1986 | 시미즈 다이하치 SC               | 1-0      | 요미우리 SC 벨레자                |
| 1987 | 요미우리 SC 벨레자               | 2-0      | 시미즈 다이하치 SC                |
| 1988 | 요미우리 SC 벨레자               | 2-0      | 다카쓰키 여자 FC                  |
| 1989 | 다카쓰키 여자 FC                 | 1-0      | 시미즈 FC 레이디스                |
| 1990 | 닛코 증권 드림 레이디스          | 3-3(4-1) | 스즈요 시미즈 FC 러블리 레이디스  |
| 1991 | 스즈요 시미즈 FC 러블리 레이디스 | 0-0(3-1) | 요미우리 SC 벨레자                |
| 1992 | 닛코 증권 드림 레이디스          | 1-0      | 요미우리 일본 SC 벨레자           |
| 1993 | 요미우리 일본 SC 벨레자          | 2-0      | 프리마 햄 FC 구노이치             |
| 1994 | 프리마 햄 FC 구노이치            | 4-1      | 닛코 증권 드림 레이디스           |
| 1995 | 후지타 SC 머큐리                 | 3-2      | 요미우리 세이유 벨레자            |
| 1996 | 닛코 증권 드림 레이디스          | 3-0      | 요미우리 세이유 벨레자            |
| 1997 | 요미우리 세이유 벨레자           | 1-0      | 프리마 햄 FC 구노이치             |
| 1998 | 프리마 햄 FC 구노이치            | 1-0      | 닛코 증권 드림 레이디스           |
| 1999 | 다사키 페룰레 FC                 | 0-0(4-2) | 프리마 햄 FC 구노이치             |
| 2000 | 닛테레 벨레자                    | 2-1      | 다사키 페룰레 FC                  |
| 2001 | 이가 FC 구노이치                 | 2-1      | 다사키 페룰레 FC                  |
| 2002 | 다사키 페룰레 FC                 | 1-0      | 닛테레 벨레자                     |
| 2003 | 다사키 페룰레 FC                 | 2-2(5-3) | 닛테레 벨레자                     |
| 2004 | 닛테레 벨레자                    | 3-1      | 사이타마 레이나스 FC              |
| 2005 | 닛테레 벨레자                    | 4-1      | 다사키 페룰레 FC                  |
| 2006 | 다사키 페룰레 FC                 | 2-0      | 오카야마 유노고 벨                |
| 2007 | 닛테레 벨레자                    | 2-0      | 다사키 페룰레 FC                  |
| 2008 | 닛테레 벨레자                    | 4-1      | INAC 레오네사                     |
| 2009 | 닛테레 벨레자                    | 2-0      | 우라와 레즈 레이디스              |
| 2010 | INAC 고베 레오네사               | 1-1(3-2) | 우라와 레즈 레이디스              |
| 2011 | INAC 고베 레오네사               | 3-0      | 알비렉스 니가타 레이디스          |
| 2012 | INAC 고베 레오네사               | 1-0      | 제프 유나이티드 지바 레이디스     |
| 2013 | INAC 고베 레오네사               | 2-2(4-3) | 알비렉스 니가타 레이디스          |
| 2014 | 닛테레 벨레자                    | 1-0      | 우라와 레즈 레이디스              |
| 2015 | INAC 고베 레오네사               | 1-0      | 알비렉스 니가타 레이디스          |
| 2016 | INAC 고베 레오네사               | 0-0(5-4) | 알비렉스 니가타 레이디스          |
| 2017 | 닛테레 벨레자                    | 3-0      | 노지마 스텔라 가나가와 사가미하라 |
| 2018 | 닛테레 벨레자                    | 4-2      | INAC 고베 레오네사                |
| 2019 | 닛테레 벨레자                    | 1-0      | 우라와 레즈 레이디스              |
| 2020 | 닛테레 도쿄 베르디 벨레자        | 4-3      | 우라와 레즈 레이디스              |
| 2021 | 우라와 레즈 레이디스             | 1-0      | 제프 유나이티드 지바 레이디스     |
| 2022 | 닛테레 도쿄 베르디 벨레자        | 4-0      | INAC 고베 레오네사                |
| 2023 | INAC 고베 레오네사               | 1-1(6-5) | 우라와 레즈 레이디스              |
| 2024 | 우라와 레즈 레이디스             | 1-1(5-4) | 알비렉스 니가타 레이디스          |